# Ішіґуро Кадзуо
Кадзуо Ішіґуро ОБІ (англ. Kazuo Ishiguro, яп. 石黒 一雄, カズオ・イシグロ; нар. 8 листопада 1954 в Наґасакі, Японія) — британський письменник японського походження, лавреат Нобелівської премії з літератури 2017 року.

## Біографія
Ішіґуро народився в Наґасакі 8 листопада 1954 року, в родині океанографа Сідзео Ішіґуро і його дружини Сізуко. У 1960 році родина Кадзуо емігрувала до Гілфорда, Суррей, де його батько почав проводити дослідження у Національному інституті океанографії. Кадзуо відвідував початкову школу Стафтона, а пізніше середню школу Вокінг у Суррей. Після закінчення школи, він взяв «академічну відпустку» і вирушив у подорож до США та Канади, де почав працювати у журналі та надсилати демо-записи до студій звукозапису.
У 1974 році вступив до Кентського університету, Кентербері та закінчив його в 1978 році, здобувши ступінь бакалавра мистецтв з англійської мови та філософії. Присвятивши рік літературній діяльності, він продовжив навчання в Університеті Східної Англії, де здобув ступінь магістра мистецтв із писемності.
Ішіґуро написав у співавторстві 4 пісні для джазової співачки Стейсі Кент для альбому 2007 року Breakfast on the Morning Tram. Також написав примітки до альбому Кент In Love Again. Зараз письменник проживає в Лондоні з дружиною Лорною Макдуголл та дочкою Наомі.

## Літературна кар'єра
Літературна кар'єра Кадзуо Ішігуро почалася у 1981 році після опублікування трьох оповідань в антології Introduction 7: Stories by New Writers. У 1983 році, невдовзі після публікації свого першого роману, він був висунутий на грант як один із «Найкращих молодих британських письменників». Те ж заохочення за ті самі досягнення він отримав і в 1993 році.
Перший роман «Там, де в серпанку пагорби» (1982), оповідає про Ецуко, вдову із Японії, що живе в Англії. Після самогубства дочки її переслідують спогади про зруйнування та відродження Нагасакі. Другим романом був «Художник хиткого світу» (1986), де через розповідь обтяженого особистим військовим минулим художника Мацуї Оно досліджується ставлення японців до Другої світової війни. Цей роман став книгою року у Великій Британії. Третій роман Ішіґуро, «Залишок дня» (1989), оповідає історію літнього англійського дворецького. Це монолог-спогад на фоні згасання традицій, наближення світової війни та підйому фашизму. Роман отримав Букерівську премію, найпрестижнішу щорічну літературну нагороду у Великій Британії. При цьому члени Букерівського комітету проголосували за роман одноголосно, що трапляється нечасто. Критики відзначали, що він написав «один із найбільш британських романів XX століття». Його порівнювали із Джозефом Конрадом і Володимиром Набоковим, яким також удалося створити твори не рідними для них мовами. За романом «Залишок дня» був знятий однойменний фільм з Ентоні Гопкінсом та Еммою Томпсон у головних ролях.
У 1995 році опубліковано найскладніший за стилістикою роман Ішіґуро «Безутішні». Він наповнений численними літературними і музичними алюзіями. Дія цього роману відбувається у невідомій центральноєвропейській країні і в наш час, тоді як усі попередні твори Ішіґуро були наповнені ремінісценціями минулого. Дії наступного роману «Коли ми були сиротами» (2000) відбувається у Шанхаї у першій половині XX століття. Це історія розслідування приватним детективом таємничого зникнення його батьків 20 років тому. Тут Ішіґуро повернувся до свого улюбленого прийому блукань у минулому.
Ішіґуро — автор двох оригінальних стрічок для телебачення. Він член Королівського товариства літератури. Його твори перекладені більш ніж 30 мовами. Роман «Не відпускай мене» (2005) був включений у список 100 найкращих романів усіх часів за версією журналу Time.
2015 року опублікував роман «Похований велетень».

## Нагороди
Ішіґуро нагороджений премією «Віттбред» за свій другий роман «Художник хиткого світу» і Букерівською премією за «Залишок дня». Крім того, «Коли ми були сиротами» і «Не відпускай мене» номінувалися на Букерівську премію. У 2017 році письменник став лауреатом Нобелівської премії з літератури.

### Романи
- 1982 — «Там, де в серпанку пагорби»
- 1986 — «Художник хиткого світу»
- 1989 — «Залишок дня»
- 1995 — «Безутішні»
- 2000 — «Коли ми були сиротами»
- 2005 — «Не відпускай мене»
- 2015 — «Похований велетень»
- 2021 — «Клара та Сонце»[4]

### Сценарії
- 1984 — «Біографія Артура Дж. Мейсона»
- 1987 — «Гурман»
- 2003 — «Найсумніша музика у світі»
- 2005 — «Біла графиня»

### Оповідання
- 1981 — «Introduction 7: Stories by New Writer»
- 1982 — «Сімейна вечеря»
- 2009 — «Ноктюрни. П'ять історій про музику та смеркання»

## Переклади українською
- Не відпускай мене / Кадзуо Ішіґуро ; переклад з англійської Софії Андрухович, оформлення Оксани Йориш. — Львів: Видавництво Старого Лева, 2016. — 336 с. — ISBN 978-617-679-295-6.
- Похований велетень / Кадзуо Ішіґуро ; переклад з англійської Тетяни Савчинської, оформлення Оксани Йориш. — Львів: Видавництво Старого Лева, 2018. — 376 с. — ISBN 978-617-679-470-7.
- Залишок дня / Кадзуо Ішіґуро ; переклад з англійської Ганни Лелів, оформлення Оксани Йориш. — Львів : Видавництво Старого Лева, 2019. — 240 с. — ISBN 978—617–679–623–7.
- Художник хиткого світу / Кадзуо Ішіґуро ; переклад з англійської Тетяна Савчинська, оформлення Оксани Йориш. — Львів : Видавництво Старого Лева, 2020. — 232 с. — ISBN 978-617-679-522-3.
- Ноктюрни. П’ять історій про музику та смеркання / Кадзуо Ішіґуро ; переклад з англійської Андрій Маслюх, оформлення Оксани Йориш. — Львів : Видавництво Старого Лева, 2021. — 216 с. — ISBN 978-617-679-863-7.
- Безутішні [Архівовано 3 листопада 2021 у Wayback Machine.] / Кадзуо Ішіґуро ; переклад з англійської Тетяна Савчинська, оформлення Оксани Йориш. — Львів : Видавництво Старого Лева, 2021. — 664 с. — ISBN 978-617-679-800-2.
- Клара і Сонце [Архівовано 3 листопада 2021 у Wayback Machine.] / Кадзуо Ішіґуро ; переклад з англійської Ганни Лелів, оформлення Оксани Йориш. — Львів : Видавництво Старого Лева, 2021. — 312 с. — ISBN 978-617-679-951-1.

### Інтерв'ю
- 2000 Інтерв'ю з Ішіґуро для January magazine [Архівовано 7 січня 2019 у Wayback Machine.]
- 2005 Інтерв'ю з Ішіґуро для Sigla Magazine
- 2006 Guardian Book Club podcast with Ishiguro [Архівовано 24 вересня 2009 у Wayback Machine.]

### Профілі
- 1989 "A Case of Cultural Misperception, " профіль в New York Times [Архівовано 19 травня 2008 у Wayback Machine.]
- 2005 "Living Memories, " профіль в The Guardian [Архівовано 5 квітня 2008 у Wayback Machine.]
- NHK WORLD (December 2017). Exclusive Interview with Kazuo Ishiguro [Архівовано 17 грудня 2017 у Wayback Machine.]